# Gary Clark

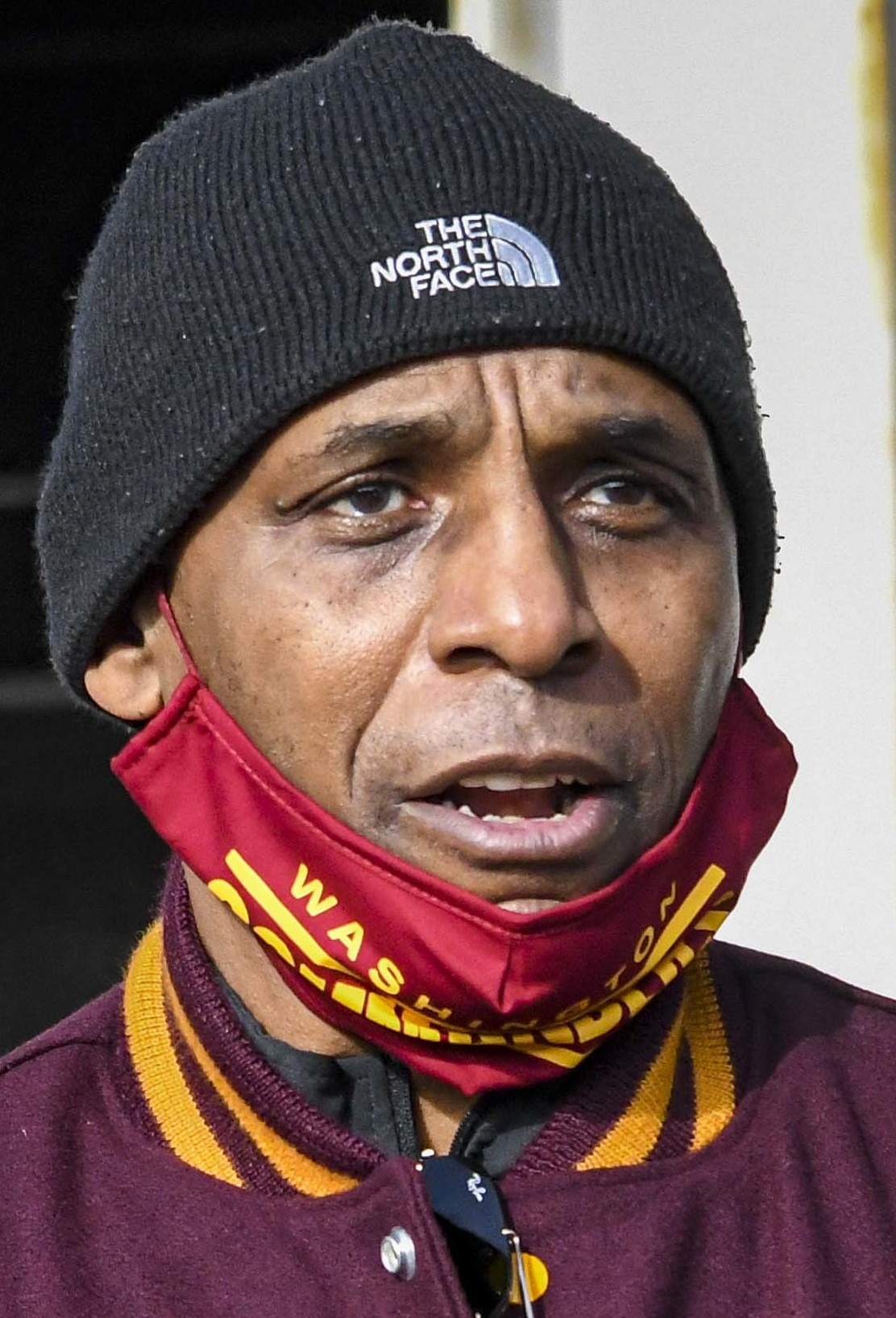
Imagem do ex-jogador de futebol americano estadunidense Gary Clark.

Gary Clark é um ex-jogador profissional de futebol americano estadunidense que foi campeão da temporada de 1991 da National Football League jogando pelo Washington Redskins.